# PaK 35/36
3,7 cm PaK 35/36 (на немски: Panzerabwehrkanone – противотанково оръдие) е противотанково оръдие на Германия, разработено в периода между световните войни и използвано през Втората световна война.

## История
През 1925 г. „Райнметал“ започва активна разработка на противотанково оръдие за германската армия. Производството започва през 1928 г. Колелата на оръдието са със спици, съобразени с това, че в този период германската армия използва за превоз основно коне. Дизайнът е добър за този период. Оръдието е с добре наклонен щит, цилиндричен раздвоен лафет и дълга, тясна цев. Първоначално производството е малко, но през 1933 г. с идването на НСДАП на власт се увеличава значително. През 1934 г. са въведени стоманени колела и пневматични гуми подходящи за придвижване с машини. През 1936 г. оръдието получава официално означение 3,7 cm PaK 35/36.
През 1936 г. PaK 35/36 участва за пръв път в бойни действия по време на гражданската война в Испания. Оказва се ефективно срещу сравнително слабо бронираните машини използвани в конфликта. Използва се с успех и по време на кампанията в Полша през 1939 г., но през 1940 г. по време на битката за Франция немските разчети се сблъскват с по-тежко бронираните френски и британски танкове. Те наблюдават как добре прицелените им бронебойни снаряди отскачат от бронята на противниковите машини. През 1940 г. PaK 35/36 е вече остаряло. Необходимо е ново решение, но разработката и производството не позволяват бързата замяна и оръдието се използва по време на нападението над Съветския съюз.
Направени са опити да се удължи ефективното използване на оръдието посредством изстрелване на Steilgranate 41 разположени над цевта. Те представляват ракети с малък обсег и нямат голяма бойна стойност.
Впоследствие използването на PaK 35/36 е ограничено до формации от втори ешелон, гарнизонни формации и в тренировъчни училища. По тази причина то остава на ограничена бойна служба до 1945 г. Голяма част от лафетите са модифицирани, за да поемат 75 mm цеви за оръдия за поддръжка на пехотата.

## Използване
Преди 1939 г. PaK 35/36 е доставяно на различни страни. Дизайнът на оръдието е копиран от Япония под името Type 97. Други оператори са Италия (Cannone contracarro da 37/45), Нидерландия (37-mm Rheinmetall) и Съветския съюз, където става известно като М30 и е основа на цяла серия 37 и 45 mm противотанкови оръдия. Дизайнът е копиран от САЩ и е в основата на противотанковото оръдие М3, въпреки това то има множество различия с немския оригинал.

## Характеристики
- Калибър: 37 mm
- Дължина на оръдието: 1,665 m
- Дължина на цевта: 1,308 m
- Тегло:
  - 440 kg – при пренос
  - 328 kg – в бойна готовност
- Хоризонтално движение: 59 градуса
- Вертикално движение: -8 до 25 градуса
- Дулна скорост: бронебоен 760 m/s
- Максимален обхват: 7000 m
- Тегло на снаряд:
  - Бронебоен – 0,354 kg
  - Кумулативен – 0,625 kg
- Бронепробиваемост: 38 mm наклонена на 30 градуса от 365 m